# آل فليمينغ (كرة سلة)
آل فليمينغ (بالإنجليزية: Al Fleming)‏ (5 أبريل 1954، شيكاغو - 14 مايو 2003)؛ لاعب كرة سلة أمريكي. تم اختياره من قبل فريق فينيكس صنز خلال الدرافت. حمل الرقم 30. بلغ طوله 6 قدم 7 بوصة (2.0 م). لعب مع سياتل سوبرسونيكس في الرابطة الوطنية لكرة السلة.

## روابط خارجية
- آل فليمينغ على موقع إن بي أي (الإنجليزية)
- آل فليمينغ على موقع سبورتس رفرنس (الإنجليزية)
- آل فليمينغ على موقع كلية كرة السلة في سبورتس رفرنس.كوم (الإنجليزية)
- آل فليمينغ على موقع ريلجم (الإنجليزية)
- آل فليمينغ على موقع بروبوليرز (الإنجليزية)